# Tomisawa Seitaro
Seitaro Tomisawa (富澤 清太郎 Tomisawa Seitaro, sinh ngày 8 tháng 7 năm 1982 ở Tokyo) là một cầu thủ bóng đá người Nhật Bản hiện tại thi đấu cho Albirex Niigata.
Tomisawa bắt đầu sự nghiệp tại đội Trẻ Tokyo Verdy.

## Thống kê câu lạc bộ
Cập nhật đến ngày 23 tháng 2 năm 2018.
| Thành tích câu lạc bộ | Thành tích câu lạc bộ | Thành tích câu lạc bộ | Giải vô địch | Giải vô địch | Cúp                   | Cúp                   | Cúp Liên đoàn | Cúp Liên đoàn | Tổng cộng | Tổng cộng |
| Mùa giải              | Câu lạc bộ            | Giải vô địch          | Số trận      | Bàn thắng    | Số trận               | Bàn thắng             | Số trận       | Bàn thắng     | Số trận   | Bàn thắng |
| Nhật Bản              | Nhật Bản              | Nhật Bản              | Giải vô địch | Giải vô địch | Cúp Hoàng đế Nhật Bản | Cúp Hoàng đế Nhật Bản | J. League Cup | J. League Cup | Tổng cộng | Tổng cộng |
| --------------------- | --------------------- | --------------------- | ------------ | ------------ | --------------------- | --------------------- | ------------- | ------------- | --------- | --------- |
| 2001                  | Tokyo Verdy           | J1 League             | 1            | 0            | 1                     | 0                     | 0             | 0             | 2         | 0         |
| 2002                  | Tokyo Verdy           | J1 League             | 10           | 0            | 0                     | 0                     | 2             | 0             | 12        | 0         |
| 2003                  | Tokyo Verdy           | J1 League             | 6            | 0            | 2                     | 0                     | 3             | 0             | 11        | 0         |
| 2004                  | Tokyo Verdy           | J1 League             | 1            | 0            | 4                     | 0                     | 1             | 0             | 6         | 0         |
| 2005                  | Vegalta Sendai        | J2 League             | 14           | 0            | 0                     | 0                     | -             | -             | 14        | 0         |
| 2006                  | Tokyo Verdy           | J2 League             | 18           | 3            | 0                     | 0                     | -             | -             | 18        | 3         |
| 2007                  | Tokyo Verdy           | J2 League             | 30           | 1            | 1                     | 0                     | -             | -             | 31        | 1         |
| 2008                  | Tokyo Verdy           | J1 League             | 25           | 1            | 1                     | 0                     | 6             | 0             | 32        | 1         |
| 2009                  | Tokyo Verdy           | J2 League             | 45           | 0            | 1                     | 0                     | -             | -             | 46        | 0         |
| 2010                  | Tokyo Verdy           | J2 League             | 31           | 2            | 0                     | 0                     | -             | -             | 31        | 2         |
| 2011                  | Tokyo Verdy           | J2 League             | 17           | 0            | 2                     | 0                     | -             | -             | 19        | 0         |
| 2012                  | Yokohama F. Marinos   | J1 League             | 26           | 4            | 5                     | 0                     | 5             | 0             | 36        | 4         |
| 2013                  | Yokohama F. Marinos   | J1 League             | 29           | 3            | 6                     | 1                     | 6             | 0             | 41        | 4         |
| 2014                  | Yokohama F. Marinos   | J1 League             | 19           | 1            | 1                     | 0                     | 1             | 0             | 21        | 1         |
| 2015                  | Yokohama F. Marinos   | J1 League             | 11           | 1            | -                     | -                     | 6             | 1             | 17        | 2         |
| 2015                  | JEF United Chiba      | J2 League             | 20           | 0            | 0                     | 0                     | -             | -             | 20        | 0         |
| 2016                  | JEF United Chiba      | J2 League             | 21           | 3            | 1                     | 0                     | -             | -             | 22        | 3         |
| 2017                  | Albirex Niigata       | J1 League             | 24           | 0            | 1                     | 0                     | 0             | 0             | 25        | 0         |
| Tổng                  | Tổng                  | Tổng                  | 348          | 19           | 26                    | 1                     | 30            | 1             | 404       | 21        |

## Danh hiệu
Yokohama F. Marinos
- Cúp Hoàng đế Nhật Bản: 2013